# PGC 24004
LEDA/PGC 24004, inoffiziell auch NGC 2604B, ist eine Irreguläre Galaxie vom Hubble-Typ Im im Sternbild Krebs auf der Ekliptik. Sie ist schätzungsweise 92 Millionen Lichtjahre von der Milchstraße entfernt und hat einen Durchmesser von etwa 25.000 Lichtjahren. Gemeinsam mit NGC 2604 bildet sie das gebundene Galaxienpaar Holm 96.
Im selben Himmelsareal befinden sich unter anderem die Galaxien PGC 23966, PGC 1864265, PGC 1880142, PGC 1880305.